# Phyllophaga lodingi
Phyllophaga lodingi är en skalbaggsart som beskrevs av Ivan T. Sanderson 1939. Phyllophaga lodingi ingår i släktet Phyllophaga och familjen Melolonthidae. Inga underarter finns listade i Catalogue of Life.